# 小黄鱼岛
小黄鱼岛是钓鱼岛及其附属岛屿中的一个附属小岛，位于钓鱼岛南，坐标为25°44.4′N 123°29.0′E。2012年3月3日，中华人民共和国国家海洋局、民政部公布它们的标准名称。
小黄鱼岛紧邻钓鱼岛主岛，在汇鱼湾东侧，金钱鱼岛以西500米。面积较小，与钓鱼岛海岸相距不足50米。

## 外部連結
- 中華民國內政部釣魚臺列嶼簡介（繁體中文）
- ウオッちず 地図閲覧サービス（試験公開） （页面存档备份，存于）（日本国土地理院の地形図）（日語）